# Oglinda spartă
Oglinda spartǎ este un roman polițist scris de autoarea britanică Agatha Christie.
În Marea Britanie, a fost publicat pentru prima oară la 12 noiembrie 1962, de editura „Collins Crime Club”. În septembrie 1963, Dodd, Mead and Company o publică în Statele Unite ale Americii.
Detectivul din roman este Jane Marple, cunoscută mai bine de cititori drept Miss Marple.

## Traduceri în limba română
- Agatha Christie, Oglinda spartǎ, București, 2018: Editura Litera, Colecția Aventura, ISBN 9786063331145, 304 p.;

## Ecranizări
- Oglinda spartă (1980)